# میجدی
میجدی (به لاتین: Maijdee) یک منطقهٔ مسکونی در بنگلادش است که در ناحیه نواکهلی واقع شده‌است. میجدی ۲۳٫۷۹ کیلومتر مربع مساحت و ۱۳۰٬۸۴۲ نفر جمعیت دارد.